# Yahya Khan
Yahya Khan (urdú: آغا محمد یحیی خان)  (Chakwal, 4 de febrer de 1917 - Rāwalpindi, 10 d'agost de 1980) va ser un polític i general pakistanès. Fou el tercer president del Pakistan, des de 1969 fins a la secessió del Pakistan Oriental (Bangladesh) el 1971 i la derrota del Pakistan en la guerra indo-pakistanesa d'aquest mateix any.
Se'l considera responsable de l'assassinat massiu d'entre 300.000 i 3.000.000 de civils en el genocidi de Bangladesh durant la guerra d'independència d'aquest país en 1971.

## Distincions honorífiques
- Cavaller Gran Cordó de l'Orde de Pahlaví (Imperi de l'Iran).[2]
- Medalla Commemorativa del 2.500 Aniversari de l'Imperi de l'Iran (14/10/1971).[3]